# Pogyŏng sa

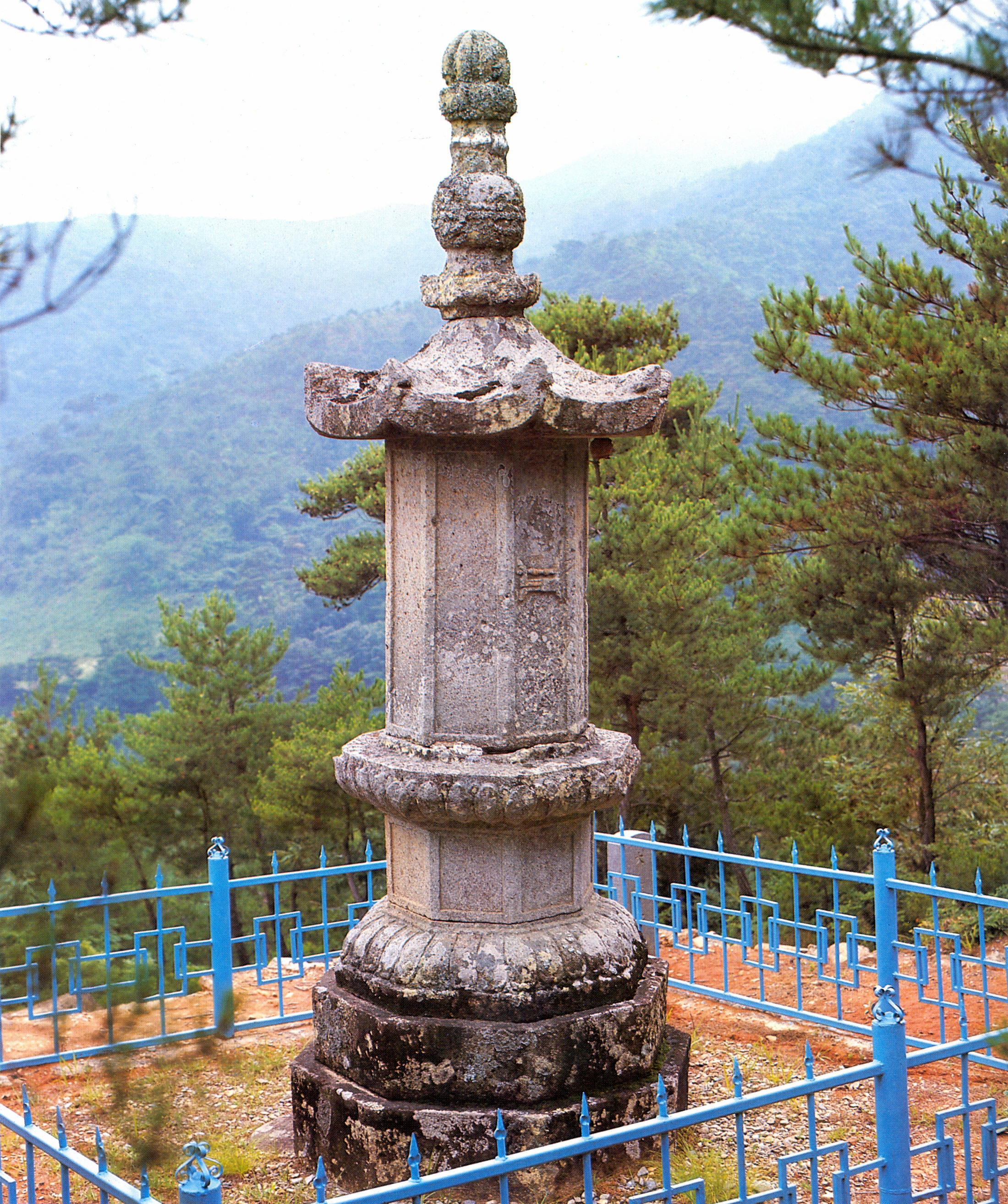
Stupa

Pogyŏng sa (보경사 Klasztor Buddyjskich Sutr) – koreański klasztor.

## Historia klasztoru
Mnich Taedŏk Chimyŏng po powrocie z Chin pod koniec VI wieku, podczas spotkania z królem Chinpyŏngiem wręczył mu buddyjskie pisma i powiedział, że jeśli na wschodnim wybrzeżu znajdzie wspaniałą górę, zakopie tam te pisma i następnie wybuduje klasztor, kraj będzie ochroniony przed atakami piratów japońskich oraz wreszcie będzie można zjednoczyć cały półwysep w jedno państwo. Tak więc król ufundował klasztor Pogyŏng na górze Naeyŏn. Podobno te pisma są w dalszym ciągu zakopane pod Taejŏkgwangjŏn.
Najwyższym szczytem góry jest Hyangnobong, który sięga 930 metrów wysokości.
W 1214 roku zamieszkał w klasztorze mistrz sŏn Wonjin Sunghyong (1171–1221). Należał on do jednej z Dziewięciu górskich szkół sŏn – hŭiyang. Rozbudował on klasztor, aby moc pomieścić wszystkich uczniów.
Za klasztorem znajduje się dolina, którą płynie rzeka tworząca trzynaście wodospadów, z największym 30-metrowej wysokości.

## Znane obiekty
- Trzykondygnacyjna stupa z 1023 roku

## Adres klasztoru
- 622 Jungsan-ri, Songna-myeon (523 Bogyeong-ro), Buk-gu, Pohang, Gyeongsangbuk-do, Korea Południowa